# Eratoneura cristata
Eratoneura cristata är en insektsart som först beskrevs av Knull 1951.  Eratoneura cristata ingår i släktet Eratoneura och familjen dvärgstritar. Inga underarter finns listade i Catalogue of Life.